# キャヴァール郡
キャヴァール郡（ペルシア語: شهرستان کوار）とは、イランのファールス州の郡である。郡中心市はキャヴァール。2016年当時の人口は83,883人、23,013世帯。中央地区とタスージュ地区の2つの地区（バフシュ）が属する。
2010年10月にシーラーズ郡のキャヴァール地区が昇格して新設された郡であり、2つの地区に区画され、郡で唯一の市（シャフル）であるキャヴァールが郡中心市に定められた。